# San Marino RTV (azienda)
San Marino RTV S.p.A. (in breve anche attraverso gli acronimi RTV, RTV-RSM o SMRTV) è un'azienda sammarinese concessionaria del servizio radiotelevisivo pubblico di San Marino. Ha sede a Città di San Marino in viale John Fitzgerald Kennedy, 13.
Fondata nell'agosto 1991 su iniziativa dell'Ente per la radiodiffusione sammarinese (ERAS) e dell'italiana Rai, San Marino RTV gestisce due canali radiofonici (Radio San Marino e Radio San Marino Classic) e due canali televisivi. Dal 1995 è membro dell'Unione europea di radiodiffusione (UER).

## Storia
San Marino RTV è stata fondata nell'agosto del 1991 con un capitale sociale sottoscritto dall'ERAS (Ente per la radiodiffusione sammarinese) e dall'ente radiotelevisivo italiano Rai, ciascuna con una partecipazione al 50% del capitale. L'accordo tra le due parti è soggetto a revisioni periodiche per garantire e aggiornare gli obiettivi del servizio pubblico radiotelevisivo. 
Le trasmissioni radiofoniche sperimentali iniziarono il 27 dicembre 1992. Il 25 ottobre 1993 viene lanciata Radio San Marino RTV, con una programmazione radiofonica che trasmette 24 ore al giorno. Le trasmissioni televisive sperimentali, invece, sono iniziate il 24 aprile 1993, mentre l'anno successivo viene lanciato il servizio televisivo regolare, che trasmette dalle 10:00 alle 2:00 del mattino.
Il 1º luglio del 1995 San Marino RTV entra a far parte come membro a pieno titolo dell'Unione europea di radiodiffusione (UER). L'emittente inoltre è anche membro fondatore della Comunità radiotelevisiva italofona (CRI).
Il 1º ottobre 2003 è stato attivato il portale web, radicalmente rinnovato nel 2009 e poi nell'agosto 2013. Il 21 giugno del 2004 nasce Radio San Marino Classic, stazione dedicata alla trasmissione di musica classica.
Nel 2007, San Marino RTV ha iniziato a manifestare interesse per la partecipazione all'Eurovision Song Contest. Il 27 novembre 2007 è stato annunciato il debutto di della piccola Repubblica all'Eurovision Song Contest 2008, tenutosi a Belgrado. Dopo essere stato assente tra il 2009 ed il 2010, a causa di problemi finanziari, San Marino ha partecipato stabilmente alla manifestazione partire dal 2011, raggiungendo la finale per la prima volta nel concorso del 2014. Nel 2011, ha tentato di partecipare anche al Junior Eurovision Song Contest, ma ha deciso di ritirarsi nell'ottobre dello stesso anno. Il 25 ottobre 2013 è stato annunciato il debutto di San Marino al concorso del 2013, svoltasi a Kiev.
Il 14 giugno 2025, con l'annuncio del palinsesto televisivo, viene presentato il nuovo logo e lo spostamento sul canale 550 sul digitale terrestre in Italia.

## Dati societari
San Marino RTV ha un capitale sociale di 516 460 € rappresentato da 1000 azioni nominative da 516,46 € cadauna in titoli unitari e multipli ripartite al 50% tra l'Ente per la radiodiffusione sammarinese (ERAS) e Rai, unici soggetti autorizzati a detenere partecipazioni nel capitale sociale aziendale.
La società svolge la propria attività in virtù di una concessione rinnovata su base annuale dall'Ente per la radiodiffusione sammarinese.

## Composizione multiplex

### Canali televisivi
| LCN     | Canale                              | Note       |
| ------- | ----------------------------------- | ---------- |
| 77      | STUDIOPIU' Emr                      | FTA (HDTV) |
| 81      | Rete 8 QSVS                         | FTA (HDTV) |
| 88      | Made In Bo radio-TV                 | FTA (HDTV) |
| 91      | SAN MARINO RTV SPORT                | FTA        |
| 501     | RAI 1                               | FTA        |
| 502     | RAI 2                               | FTA        |
| 503     | RAI 3 TGR Emilia Romagna            | FTA        |
| 548     | RAI NEWS                            | FTA        |
| 550 831 | SAN MARINO RTV HD San Marino RTV HD | FTA (HDTV) |

### Canali radiofonici
| LCN | Canale                   | Note |
| --- | ------------------------ | ---- |
| -   | RADIO San Marino Classic | FTA  |

#### Radio San Marino
È una delle due radio della Repubblica di San Marino. Il 27 dicembre 1992 inizia la sperimentazione radiofonica. Il 25 ottobre 1993 nasce ufficialmente Radio San Marino con una programmazione di 24 ore al giorno.
Radio San Marino si può ascoltare sulla frequenza FM 102.7 MHz, in un raggio che prende quasi tutta la costa romagnola che va da Pesaro a Imola oppure sul sito dell'emittente, sul canale 8837 di Sky, attraverso l'app di San Marino RTV o su RaiPlay Sound.

#### Radio San Marino Classic
È nata nel giugno 2004 e propone i brani classici della musica italiana e internazionale. Inoltre, trasmette le radiocronache del campionato di calcio sammarinese e le sedute del Consiglio Grande e Generale.
Trasmette sulla frequenza FM 103.2 MHz nella zona che va da Pesaro a Cesena, è disponibile nel multiplex di San Marino RTV, in streaming audio dal sito e sull'app.

## Speaker

### Radio San Marino
- Stefano Coveri
- Marco Corona
- Catia Demonte
- Lia Fiorio
- Anna Gaspari
- Gilberto Gattei
- Gigi Restivo
- Brunella Ugolini
- Paolino Zanetti
- Mirco Zani